# Sohu

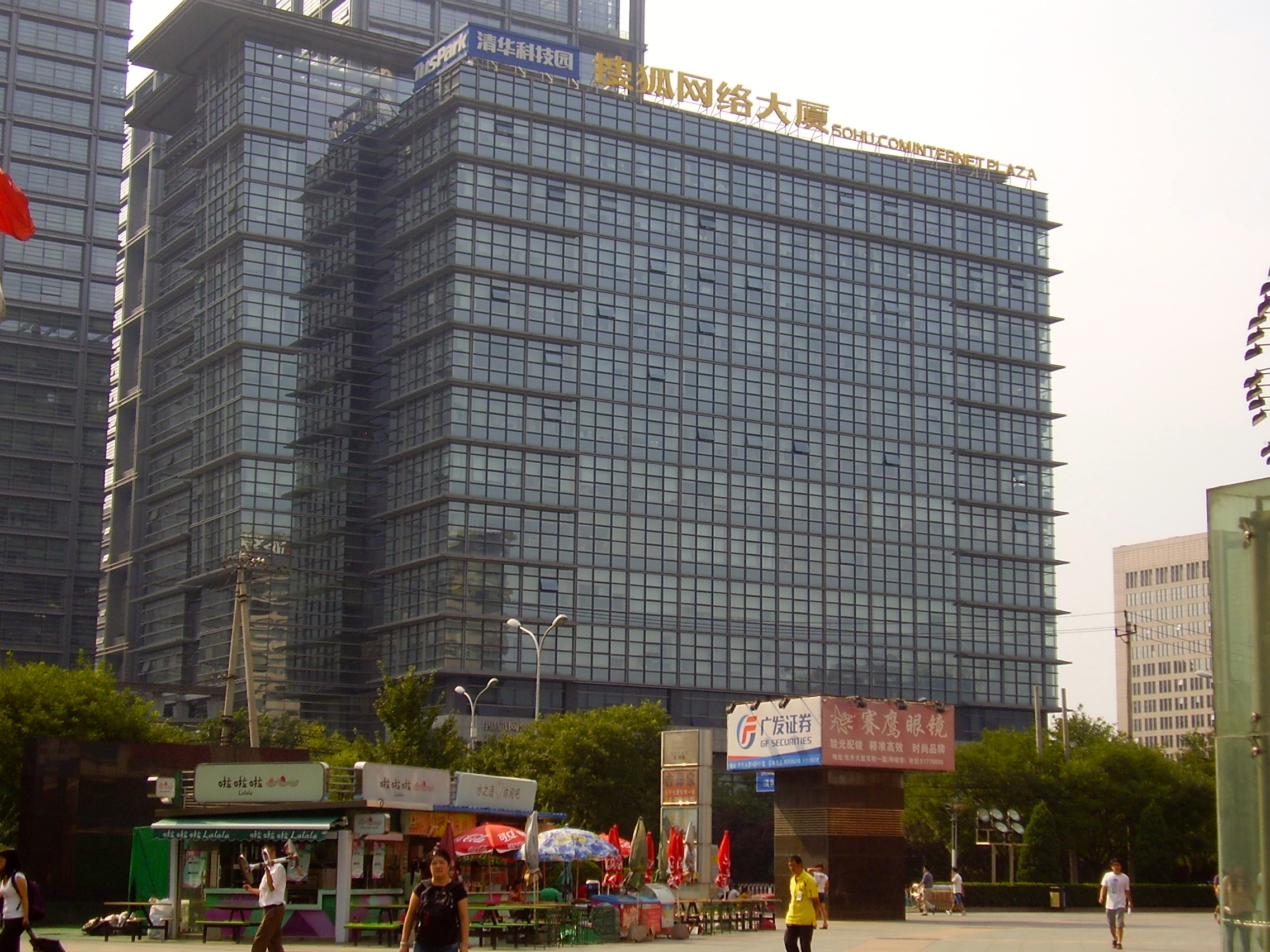
Sohu.com Internet Plaza

Sohu, Inc. (chinês: 搜狐, pinyin: Sōuhú, lit. ‘Search-fox’) é uma empresa chinesa de Internet com sede no Sohu Internet Plaza no Distrito de Haidian, Pequim. A Sohu e suas subsidiárias oferecem publicidade, um mecanismo de pesquisa, jogos multiplayer on-line e outros serviços. Foi classificada como a terceira e décima segunda empresa de crescimento mais rápido do mundo pela Fortune em 2009 e 2010, respectivamente.

## História
A Sohu está listada na NASDAQ desde 2000 através de uma entidade de interesse variável (VIE) com sede em Delaware.
O mecanismo de busca Sogou.com da Sohu estava em negociações para serem vendidas em julho de 2013 para a Qihoo por cerca de 1,4 bilhões de dólares. Em 17 de setembro de 2013, foi anunciado que a Tencent investiu 448 milhões de dólares em uma participação minoritária no mecanismo de busca chinês Sogou.com, subsidiária da Sohu, Inc.

## Alegações contra o Google
Em 6 de abril de 2007, Sohu solicitou que o Google parasse de fornecer seu software editor de método de entrada do Google Pinyin para download, porque partes do software IME da Sohu, Sogou Pinyin, foram supostamente copiadas para construí-lo. A detecção da suposta violação de direitos autorais foi encontrada devido a um erro suspeito encontrado em ambas as IMEs, principalmente a tradução do pinyin "pinggong", que produz erroneamente o ator e comediante Feng Gong. Em 9 de abril de 2007, o porta-voz do Google, Cui Jin, admitiu que o pinyin Google IME "foi construído aproveitando alguns recursos de bancos de dados que não são do Google".

## Site dos Jogos Olímpicos de 2008
Em novembro de 2005, Sohu foi selecionado para ser o patrocinador oficial do Serviço de Conteúdo da Internet dos Jogos Olímpicos de Pequim 2008. A Sohu recebeu serviços exclusivos para construir, operar e hospedar o site oficial dos Jogos Olímpicos de Pequim.